# Encyocrypta ouazangou
Encyocrypta ouazangou – gatunek pająków z infrarzędu ptaszników i rodziny Barychelidae. Występuje endemicznie na Nowej Kaledonii.

## Taksonomia
Gatunek ten opisany został po raz pierwszy w 1994 roku przez Roberta Ravena na podstawie czterech samców odłowionych w 1992 roku. Jako lokalizację typową wskazano masyw Ouazangou-Taom w północno-zachodniej Nowej Kaledonii. Epitet gatunkowy wywodzi się od nazwy tej lokalizacji.

## Morfologia
Holotypowy samiec ma ciało długości 10 mm oraz karapaks długości 5 mm i szerokości 3,9 mm. Karapaks jest w zarysie prawie jajowaty, ubarwiony żółto z dwoma ciemnymi przepaskami, z których przednia biegnie przez wzgórek oczny, a tylna przed jamkami, porośnięty szarymi włoskami i czarnymi szczecinkami. Jamki karapaksu są szerokie i proste. Szczękoczułki są ciemnobrązowe, porośnięte srebrnymi włoskami i czarnymi szczecinkami, pozbawione rastellum. Bruzda szczękoczułka ma 10 zębów na krawędzi przedniej oraz 3 lub 4 małe ząbki w części środkowo-nasadowej. Szczęki zaopatrzone są w 2–5 spiczastych kuspuli. Odnóża są żółte, pozbawione obrączkowania. Pierwsza ich para ma pazurki z dwoma szeregami ząbków, a ostatnia bezzębne. Opistosoma (odwłok) jest jasno ubarwiony. Nogogłaszczki samca mają lekko wklęśnięte na powierzchni tylno-bocznej cymbium, gruszkowaty bulbus oraz embolus o stożkowatej nasadzie, z długim i niskim kilem oraz krótkim i zakrzywionym wierzchołkiem.

## Ekologia i występowanie
Pająk ten występuje endemicznie w masywie Ouazangou-Taom w północno-zachodniej Nowej Kaledonii.
Ptasznikami występującymi z nim sympatrycznie są Dipluridae z rodzaju Caledothele.